# E.M.D.
E.M.D. (Erik, Mattias, Danny) var en svensk trio bestående av före detta Idol-deltagarna Erik Segerstedt (Idol 2006), Mattias Andréasson (Idol 2007) och Danny Saucedo (Idol 2006) ursprungligen aktiv åren 2007-2011. I april 2011 valde medlemmarna att ta en paus då Danny och Erik ville satsa på solokarriärerna och Mattias ville satsa på familjen. Erik och Mattias har därefter mest satsat på låtskrivandet samt en mindre del på artistkarriären medan Danny helt har satsat på artistkarriären.

## A State of Mind2008
E.M.D. släppte sin första singel med coverlåten All for Love den 19 december 2007. All for Love nådde 3 gånger platina med 60 000 sålda exemplar. E.M.D. släppte A State of Mind den 14 maj 2008. 2009 vann E.M.D. sin första Grammis. Denna fick de för årets låt 2008 som var "Jennie let me love you". Våren 2009 var det även med som jokrar i Melodifestivalen med låten "Baby Goodbye". De gick vidare från uttagningen i Leksand till finalen i Globen där de slutade på en tredjeplats. Efter tredjeplatsen i Melodifestivalen släppte de sitt andra album som fick namnet "A state of mind - deluxe" och innehöll förutom Baby goodbye även två nya låtar: "Youngblood" och "I'm no Romeo". Gruppen medverkade även hösten 2009 i ICA-reklamen för att promota sin då nya julskiva.
2012 syntes E.M.D. i X Factor Sverige som gästdomare till Marie Serneholts hjälp för kategorin "sånggrupper".

## Rewind2010
I slutet av 2010 spelade gruppen in "There's a Place for Us", ledmotivet för den tredje filmen om Narnia.

## Diskografi

### Album
- 2008 - A State of Mind
- 2009 - A State of Mind Deluxe
- 2009 - Välkommen hem
- 2010 - Rewind

### Singlar
- 2007 - All For Love
- 2008 - Jennie Let Me Love You
- 2008 - Alone
- 2009 - Baby goodbye
- 2009 - Youngblood
- 2009 - Välkommen hem
- 2010 - Save Tonight
- 2010 - What is love

### Priser
- Årets låt, Jennie Let Me Love You (Grammisgalan 2008)[3]